# Svartfening
Svartfening (Hyperoglyphe perciformis) är en fisk i familjen svartfeningar som huvudsakligen finns i västra Atlanten, även om ungfiskar även kan uppträda i de östra delarna.

## Utseende
Svartfeningen har en oval och ganska hög kropp. De vuxna fiskarna har purpuraktigt svart rygg, svarta fenor och grågröna sidor. Ungfiskarna har i stället mörkt grönaktig rygg och vitaktig undersida. Ryggfenan består av två delar, en längre, bakre del med mjukstrålar, och en främre, mycket låg del med taggstrålar. Den kan bli upp till 91 cm lång och väga 12,3 kg.

## Vanor
Arten är en djuphavsfisk som håller till över kontinentalsockelns sluttningar. De vuxna fiskarna uppehåller sig vanligen i undervattensdalar, medan ungfiskarna föredrar högre belägna vattenlager. Födan utgörs av småfisk, kräftdjur, blötdjur och bläckfiskar. Under sommaren samlas ungfiskarna i stim under drivved, lådor, tunnor och andra flytande föremål. Litet är känt om fortplantningen, men lektiden tros infalla under våren.

## Utbredning
Svartfeningen finns i västra Atlanten från Nova Scotia i Kanada till södra Florida i USA och östra Mexikanska golfen. Ungfiskar kan följa med flytande föremål över Atlanten och uppträda kring Brittiska öarna, utanför portugisiska kusten och i västra Medelhavet. Arten har påträffats i Oslofjorden.